# Boutchou
Pour plus de détails, voir Fiche technique et Distribution.
Boutchou est un film français réalisé par Adrien Piquet-Gauthier, sorti en 2020.

## Synopsis
Paul et Virginie, un jeune couple, viennent d'avoir un petit garçon. Cette naissance fait également le bonheur et la fierté des grands-parents. Les jeunes parents sont très pris : Paul travaille comme dessinateur de bande dessinée et Virginie passe ses examens pour être enseignante. De plus, ils peinent à trouver une nourrice et n'ont pas eu de place en crèche. Ce sont donc les grands-parents qui garderont le « boutchou » ; une rivalité et une compétition vont donc très vite s'installer entre eux.
Odile et Raoul, les parents de Virginie, souhaitent que Paul et Virginie s'installent près de chez eux, au Pays basque. Même divorcés, Paula et Roberto — les parents de Paul — font tout pour qu'ils restent à Paris, près d'eux. De plus, chaque grand-parent a des méthodes particulières, qui déplaisent fortement à Paul et Virginie.

## Fiche technique
Sauf indication contraire, les informations mentionnées dans cette section peuvent être confirmées par la base de données cinématographiques IMDb,  présente dans la section « Liens externes ».
- Titre original : Boutchou
- Réalisation : Adrien Piquet-Gauthier
- Scénario : Kheiron, Adrien Piquet-Gauthier et Simon Istolainen
- Photographie : Lucas Conte
- Costumes : Caroline Spieth
- Décors : Stanislas Reydellet
- Musique : Benjamin Hekimian et Christopher Colesse
- Montage : Sandro Lavezzi, Jessica Allard
- Directeur de production : Thomas Santucci
- Production : Simon Istolainen

Coproducteurs : Cloé Garbay et Bastien Sirodot
Producteurs associés : Kheiron et Antoine Stioui
- Sociétés de production : Paiva Films, Orange studio, UMedia, UFund, Adama Pictures, Palatine Etoile 17, avec la participation du Tax Shelter du Gouvernement Fédéral de Belgique, M6 / W9, Centaure
- Distribution : Orange studio et UGC (France)
- Genre : comédie
- Durée : 78 minutes
- Pays :  France
- Dates de sortie :

France : 23 septembre 2020

## Distribution
- Carole Bouquet : Paula
- Gérard Darmon : Roberto
- Clémentine Célarié : Odile
- Pascal Nzonzi : Raoul
- Lannick Gautry : Paul
- Stéfi Celma : Virginie
- Armelle : Marie-Jo
- Nicole Calfan : la directrice d’école
- David Salles : le notaire
- Anne-Sophie Girard : la masseuse
- Agustin Galiana : le réceptionniste de la maternité
- Aude Gogny-Goubert : la sage femme
- Max Boublil : un pompier
- Guillaume Sentou : Le PDG de Acces Invest Corp.

## Production
Le tournage a lieu à Paris et dans les studios d'Épinay en Seine-Saint-Denis. Des scènes de sports d'hiver sont tournées à Crest-Voland en Savoie.

## Accueil
Le film sort le 23 septembre 2020 dans 351 salles et comptabilise 7 586 entrées pour sa première journée.
Après une semaine, le film cumule 76 259 entrées. En deuxième semaine, le film perd 41.88% de fréquentation et cumule 44 324 entrées supplémentaires pour un total de 120 583 spectateurs .